# Apocryptus pilosus
Apocryptus pilosus är en stekelart som beskrevs av Gupta 1983. Apocryptus pilosus ingår i släktet Apocryptus och familjen brokparasitsteklar. Inga underarter finns listade i Catalogue of Life.